# Чисаго (округ, Міннесота)
Шаблон:StateAbbr_ 45°30′09″ пн. ш. 92°54′30″ зх. д. / 45.50247° пн. ш. 92.90834° зх. д.
Округ Чисаго (англ. Chisago County) — округ (графство) у штаті Міннесота, США. Ідентифікатор округу 27025.

## Історія
Округ утворений 1851 року.

## Демографія
За даними перепису
2000 року
загальне населення округу становило 41101 осіб, зокрема міського населення було 14788, а сільського — 26313.
Серед мешканців округу чоловіків було 20939, а жінок — 20162. В окрузі було 14454 домогосподарства, 11082 родин, які мешкали в 15533 будинках.
Середній розмір родини становив 3,18.
Віковий розподіл населення поданий у таблиці:
| Стать    | До 15 років | 15-21 | 22-29 | 30-39 | 40-49 | 50-65 | 65-85 | Понад 85 |
| -------- | ----------- | ----- | ----- | ----- | ----- | ----- | ----- | -------- |
| Чоловіки | 5360        | 2062  | 1768  | 3678  | 3383  | 2869  | 1646  | 173      |
| Жінки    | 4949        | 1803  | 1749  | 3561  | 3195  | 2677  | 1845  | 383      |

## Суміжні округи
- Пайн — північ
- Бернетт, Вісконсин — північний схід
- Полк, Вісконсин — схід
- Вашингтон — південь
- Анока — південний захід
- Ісанті — захід
- Канабек — північний захід

## Виноски
1. ↑  US Decennial Census. US Census Bureau. Архів оригіналу за 26 квітня 2015. Процитовано 6 жовтня 2014.
2. ↑  Historical Census Browser. University of Virginia Library. Архів оригіналу за 11 серпня 2012. Процитовано 6 жовтня 2014.
3. ↑  Population of Counties by Decennial Census: 1900 to 1990. US Census Bureau. Процитовано 6 жовтня 2014.
4. ↑  Census 2000 PHC-T-4. Ranking Tables for Counties: 1990 and 2000 (PDF). US Census Bureau. Процитовано 6 жовтня 2014.
5. ↑  State & County QuickFacts. Бюро перепису населення США. Архів оригіналу за 7 червня 2011. Процитовано 31 серпня 2013. [Архівовано 2011-06-07 у Wayback Machine.](англ.) Наведено за англійською вікіпедією.
6. ↑  American FactFinder. Бюро перепису населення США. Архів оригіналу за 26 лютого 2012. Процитовано 31 січня 2008. [Архівовано 2008-05-21 у Wayback Machine.]

| США | Це незавершена стаття з географії США. Ви можете допомогти проєкту, виправивши або дописавши її. |